# Брукс, Колин
Колин Брукс (англ. Colin Brooks) — британский велогонщик, бронзовый призёр летних Олимпийских игр 1908.
На Играх 1908 в Лондоне Брукс соревновался в двух дисциплинах. Он получил бронзовую медаль в тандеме вместе с Уолтером Айсэксом, а в заезде на 20 км остановился на полуфинале.